# ガウス型アンサンブル
ガウス型アンサンブル(英語: Gaussian ensembles, Gaussian β ensembles, β-Hermite ensembles)は、1962年にフリーマン・ダイソンにより導入されたランダム行列モデル。
行列要素の確率分布にガウス分布を使用しているのでガウス型と呼ばれる。

## クラス
ガウス型アンサンブルはダイソン指数と対称性(不変性)により以下のように分類される。
| ガウス型アンサンブル       | ダイソン 指数 | 時間反転対称性 (TR:Time-Reversal) | 空間回転対称性 (SR:Space-Rotation) | 行列H                           | 自己同型群 (行列 U) |
| -------------------------- | ------------- | --------------------------------- | ---------------------------------- | ------------------------------- | ------------------- |
| GOE 直交アンサンブル       | β=1           | ○                                 | ○                                  | 実数 対称行列                   | O(n) Orthogonal     |
| GUE ユニタリーアンサンブル | β=2           | ×                                 | ○または×                           | 複素数 エルミート行列           | U(n) Unitary        |
| GSE 斜交アンサンブル       | β=4           | ○                                 | ×                                  | 四元数 自己双対行列 (self-dual) | Sp(n) Symplectic    |

- ダイソン指数(β) - 英語: dyson index

行列要素の自由度(次元)、すなわち行列要素を決定する独立な確率変数の数。例えば複素数なら実部と虚部の2つとなる。βとして表記されることが多い。
- 時間反転対称性

物理学における時間反転対称性は反ユニタリー対称性と等しくなる。
それゆえ時間反転対称性を有するアンサンブルは反ユニタリー対称性の制約を満たさなければならない。
w:en:T-symmetry参照。
- 自己同型群

アンサンブルの対称性を表す。ランダム行列はこれら自己同型群の(共役)作用に対して不変である。
すなわち自己同型群である任意の行列 Uに対して、ランダム行列 Hは U H U-1 = H を常に満たす。
行列の相似、群作用参照。